# Олсон, Джеймс
Джеймс Олсон (8 октября 1930 — 17 апреля 2022) — американский актёр.

## Биография
Олсон родился в г. Эванстон, штат Иллинойс 8 октября 1930 года, окончил Северо-Западный университет. С 1952 по 1954 год, проходил службу в военной полиции армии США.
Играл на театральной сцене в г. Чикаго и в его окрестностях. В 1956 году впервые снялся в кино в фильме The Sharkfighters.
Выступал на Бродвее в пьесах Of Love Remembered (1967), Slapstick Tragedy (1966), The Three Sisters (1964), The Chinese Prime Minister (1964), Romulus (1962), J.B. (1958), The Sin of Pat Muldoon (1957), и The Young and Beautiful (1955).
В 1968 году сыграл вместе с Джоан Вудворд в фильме Рейчел, Рейчел, выдвинутом в четырёх номинациях на премию «Оскар». С середины 1950-х до своего ухода на пенсию в 1990 году сыграл множество ролей на сцене, в художетсвенных фильмах и на телевидении.
На телевидении Олсон сыграл роль Микки Мэнтла в фильме The Life of Mickey Mantle. Выступал как приглашённый актёр, появлялсял в телешоу. Сыграл в Kraft Television Theatre; Ironside; Murder, She Wrote; Little House on the Prairie; Hawaii Five-O; Battlestar Galactica; Lou Grant; The Bionic Woman; Wonder Woman; Mannix; Bonanza; Have Gun-Will Travel-as Owen Deaver S1 E32 (1958); Marcus Welby, M.D.; Police Woman; Barnaby Jones; The New Land; Columbo; Maude; The Virginian; The Streets of San Francisco; и Cannon.
Скончался 17 апреля 2022 года в своём доме в Малибу, штат  Калифорния в возрасте 91 года. После него остались две племянницы, Сьюзен Бейкер и Робин Олсон, племянник Дэвид Джеймс Олсон и три внучатых племянника..

## Избранная фильмография
- The Sharkfighters (1956) — Ens. Harold Duncan
- Странный (1957) — Роджер Гэтт
- Три сестры (1966) — барон Тузенбах
- Рейчел, Рейчел (1968) — Ник Казлик
- The Stalking Moon (1968) — Cavalry Officer (uncredited)
- Moon Zero Two (1969) — Kemp
- Crescendo (1970) — Georges Ryman / Jacques Ryman
- Штамм «Андромеда» (1971) — доктор Марк Холл
- Wild Rovers (1971) — Joe Billings
- Paper Man (1971) — Art Fletcher
- Columbo: Etude in Black (1972, телефильм) — Paul Rifkin
- The Groundstar Conspiracy (1972) — Sen. Stanton
- Incident on a Dark Street (1973) — Joe Dubbs
- Ракеты Октября (1974, телефильм) — Макджордж Банди, советник по национальной безопасности
- Strange New World (1975, телефильм) — Surgeon
- The Spell (1977) — Glenn
- The Mafu Cage (1978) — David
- Гавайи 5-O (1978, телесериал) — Стонер
- Рэгтайм (1981) — Отец
- Амитивилль 2: Одержимость (1982) — отец Адамски
- Cave-In! (1983) — Tom Arlen
- Коммандо (1985) — генерал-майор Франклин Кирби
- Rachel River (1987) — Jack Canon